# Egon Pollak
Egon Pollak, född 3 maj 1879 i Prag, död där 14 juni 1933, var en tjeckisk-tysk dirigent.
Pollak övergav matematiken för musiken och inriktade sig på dirigentverksamhet, som han utövade i olika tyska städer och med tiden blev ett ansett namn; från 1917 var han första kapellmästare vid stadsteatern i Hamburg. Han framträdde även dirigent i Köpenhamn (på Tivoli 1929).